# Festival de Ancón (Perú)
El Festival de la Canción de Ancón fue un certamen musical que se desarrolló en el distrito de Ancón, en la ciudad de Lima, entre 1968 y 1971, y 1974 y 1984.

## Historia
El primer festival se celebró en 1968, organizado por la disquera Sono Radio y Alejandro Miró Quesada Garland, director del periódico El Comercio, y contó con la presencia de Rita Rogers y Terence Garin. Entre los participantes de esta primera edición figuraron Roberto, el trío Los Chamas (integrado por los hermanos Rolando y Washington Gómez), Edith Barr, Berta Rosen, Marilú y Gabriela Valdivia, quien fue la ganadora con el tema «Pajaritos» de Victoria Bonilla.
En 1969, la cantante y compositora cubana Berta Rosen, cuyos boleros «Es tarde» y «Tú» habían quedado en segundo y noveno lugar el año anterior, recibió la Caracola de Plata, galardón otorgado al compositor de la canción ganadora, por su tema «Ya nada es igual» interpretado por Edwin Alvarado. «Con los pies en la tierra», canción compuesta por Fernando de Soria, quedó en segundo lugar. También en ese festival fue la primera presentación internacional del grupo de rock argentino Almendra, encabezado por el legendario Luis Alberto Spinetta.
Desde 1968 hasta 1971, el evento fue animado por Pablo de Madalengoitia.[cita requerida] En 1971 se televisó por primera vez a través del canal Panamericana Televisión.[cita requerida]
En 1972 y 1973 no se celebró el festival, que retornó en 1974, cuando tuvo como ganador al cantante Joe Danova con la balada «Guarda esta rosa».[cita requerida] En la edición de 1978 el primer lugar fue para Carlos Corzo, en el segundo lugar hubo un empate entre Jorge Baglietto y Lucía de la Cruz, el tercer lugar para Toshiro Konishi y el cuarto para Ricardo Montaner.[cita requerida] El festival siguió celebrándose esporádicamente hasta su desaparición en 1984.
Pese a que se anunció su reanudación a partir de 2013, no se ha llevado a cabo ninguna nueva edición.

## Mecánica
En el festival participan artistas nacionales e internacionales. Consta de cuatro fechas, dos de clasificación más una de semifinal y otra final, en que solo postulan las canciones inéditas.